# Aleksander Poleshchuk
Aleksander Fyodorovich Poleshchuk (en ruso: Александр Фёдорович Полещук ruso:  ) (Cheremjovo, 30 de octubre de 1953) es un cosmonauta ruso.
Formado en ingeniería mecánica por el Instituto de Aviación de Moscú en 1977, trabajó en la empresa aeroespacial RKK Energiya como ingeniero de pruebas, en el área de técnica de reparaciones durante los vuelos espaciales, donde acumuló gran experiencia en operar en condiciones simuladas de microgravidad.
Seleccionado como cosmonauta de Roskosmos en 1989, en marzo de 1992 hizo curso de entrenamiento avanzado para vuelos en las naves Soyuz y en la estación espacial Mir.
Fue al espacio en enero de 1993, como ingeniero de vuelo de la Soyuz TM-16, para una misión de 179 días a bordo de Mir, junto con el comandante Gennadi Manakov. Durante la misión él realizó 10 horas de caminadas espaciales.
A pesar de entrenar como cosmonauta reserva de la misión Soyuz TM-21 en 1995, no fue más al espacio.